# Port lotniczy Paraburdoo
Port lotniczy Paraburdoo (IATA: PBO, ICAO: YPBO) – port lotniczy położony 9 km na północny wschód od Paraburdoo, w stanie Australia Zachodnia, w Australii.